# Сариг-Сеп
Сариг-Сеп (тув. Сарыг-Сеп, рос. Сарыг-Сеп) — село у Республіці Тува (Росія), центр Каа-Хемського кожууна. 

## Географія
Розташоване на березі річки Каа-Хем.

### Клімат
Село знаходиться у зоні, котра характеризується континентальним субарктичним кліматом. Найтепліший місяць — липень із середньою температурою 18.3 °C (65 °F). Найхолодніший місяць — січень, із середньою температурою -30.6 °С (-23 °F).
| Клімат Сариг-Сепа       | Клімат Сариг-Сепа | Клімат Сариг-Сепа | Клімат Сариг-Сепа | Клімат Сариг-Сепа | Клімат Сариг-Сепа | Клімат Сариг-Сепа | Клімат Сариг-Сепа | Клімат Сариг-Сепа | Клімат Сариг-Сепа | Клімат Сариг-Сепа | Клімат Сариг-Сепа | Клімат Сариг-Сепа | Клімат Сариг-Сепа |
| Показник                | Січ.              | Лют.              | Бер.              | Квіт.             | Трав.             | Черв.             | Лип.              | Серп.             | Вер.              | Жовт.             | Лист.             | Груд.             | Рік               |
| Абсолютний максимум, °C | −12               | −6                | 6                 | 27                | 31                | 32                | 36                | 37                | 31                | 23                | 7                 | −5                | 37                |
| Середній максимум, °C   | −25               | −19               | −6                | 6                 | 18                | 24                | 25                | 23                | 17                | 7                 | −11               | −23               | 3                 |
| Середня температура, °C | −30               | −26               | −13               | 0                 | 10                | 16                | 18                | 15                | 9                 | 1                 | −15               | −28               | 1                 |
| Середній мінімум, °C    | −36               | −34               | −21               | −6                | 2                 | 8                 | 11                | 8                 | 1                 | −5                | −19               | −33               | −10               |
| Абсолютний мінімум, °C  | −51               | −50               | −40               | −28               | −8                | −2                | 2                 | −1                | −5                | −22               | −37               | −50               | −51               |
| Норма опадів, мм        | 0                 | 0                 | 10                | 10                | 40                | 50                | 50                | 100               | 30                | 30                | 20                | 20                | 430               |
| Днів з дощем            | 7                 | 3                 | 4                 | 3                 | 7                 | 9                 | 9                 | 9                 | 6                 | 4                 | 9                 | 8                 | 86                |
| Вологість повітря, %    | 80                | 79                | 81                | 65                | 55                | 63                | 71                | 74                | 72                | 75                | 83                | 81                | 73                |
| ----------------------- | ----------------- | ----------------- | ----------------- | ----------------- | ----------------- | ----------------- | ----------------- | ----------------- | ----------------- | ----------------- | ----------------- | ----------------- | ----------------- |
| Джерело: Weatherbase    |                   |                   |                   |                   |                   |                   |                   |                   |                   |                   |                   |                   |                   |

## Релігія
Село засновано у 1904 році російськими старовірами.
Поруч із селом розташовано старовинні тувинські старообрядницькі села та курортні місця. Більшість поселень старовірів розташовано вздовж правого берегу Малого Єнисею. Чим ближче до витоків річки, тим, як правило, суворіші звичаї мешканців цих місць. У найвищих селах нема ні одного чоловіка, який би курив, і ні одного чоловіка без бороди.

## Населення
| Рік       | 2011 | 2012 | 2013 | 2014 | 2015 |
| --------- | ---- | ---- | ---- | ---- | ---- |
| Населення | 4484 | 4450 | 4462 | 4423 | 4315 |

## Школа
19 грудня 2011 року у селі було створено Сариг-Сепську школу N1

## Пам'ятки архітектури
У селі Сариг-Сеп знаходиться дві пам'ятки архітектури — житловий будинок та ворота з хвірткою та покрівлею. Обидві пам'ятки не мають датування.

## Відомі люди
Поруч із селом народився Салчак Тока — політичний діяч та класик тувинської літератури, який писав у жанрі соцреалізму.